# Барченков, Николай Иванович
Николай Иванович Барченков (3 декабря 1918, Сергиев Посад, Московская область — 15 июня 2002, Сергиев Посад, Московская область) — живописец, выдающийся представитель классической русской живописной школы XX века, народный художник РСФСР (1980), заслуженный художник РСФР (1972), почетный член Итальянская академия искусств (1979), кавалер ордена «Дружбы народов» (1989), «Почётный член галереи „Геккосо“ в Токио, Япония (1980).

## Биография
Николай Барченков родился в 1918 г. в Сергиевом Посаде в семье потомственных кустарей-игрушечников. Рано увлекся рисованием, но в 1934 г., уже готовясь поступать в Московское художественное областное педагогическое училище памяти 1905 года, в результате несчастного случая, теряет правую — рабочую руку. Всего за год переучивается рисовать левой рукой и в 1935 г. с первого раза поступает в Училище.
Из воспоминаний Н. И. Барченкова:
В больнице меня положили с одним парнем без ног (машинист он был). Чтоб, значит, я видел, что и хуже бывает. Его убедили, что протезы его спасут, и когда он не смог на них встать, — как он плакал…А я своей руки стеснялся страшно, прятал её. Но за год успел переучиться рисовать с правой на левую — и поступил. Скрывал, что я с одной рукой, не все и знали-то. Да и кто знал, эту тему никогда не затрагивали. Я был на равных!» 
В 1935—1939 гг. Николай Иванович учится в МАХУ на «Отделении живописи» у одного из лучших художников ХХ-го века, «Голуборозовца», символиста «Золотого руна», исключительного теоретика реалистической школы пейзажной живописи Николая Петровича Крымова. Барченков становится достойным творческим наследником Н. П. Крымова и его учителя Аполинария Васнецова, не только перенимая, но и продолжая их композиционные, живописные принципы, приёмы, наработки, мотивы, развивая тематику широкой, подчас ретроспективной, панорамы народной традиции.
Помимо великого Крымова его Учителем в МАХУ был Гавриил Никитич Горелов (1880—1966) — блестящий, утончённый, мастер — композитор-жанрист с изысканным колоритом и острым пластичным ходом отрисовки и неожиданным ракурсом художественных решений и взглядов, ученик и наследник искусства И. Е. Репина, Ф. А. Рубо, К.А Савицкого (и их влияние на Барченкова через Горелова тоже заметное и основательное). Барченков Н. И. вспоминал, что особые доверительные отношения сложились у него именно с Гореловым, который руководил его дипломной работой и к которому он и после окончания училища часто обращался за советами и поддержкой.
Преподавателями Н. И. Барченкова в училище также были А. П. Чирков и С. И. Фролов которые научили юношу рисовальной точности, въедливости в натурное, авторской выраженности, технологической выдержанности и — естественно — азбуке, грамоте, орфографии и пунктуации в изображаемом.
В училище с большим пиететом относились к творческим достижениям и наследию великих русских мастеров рубежа XIX-веков: Ильи Репина, Константина Коровина, Валентина Серова. Реализм русской художественной школы для молодого художника стал профессиональной и идейной базой, органично совпавшей с его личной приверженностью жизненной правде.
Много значила для Н. И. Барченкова и его совместная работа на этюдах с друзьями по училищу, В. Басовым, А. Волковым, М. Суздальцевым. Были среди его друзей и художники старшего поколения: Ю. Кугач, Н. Соломин.
1939 г. — после окончания училища Н. И. Барченков некоторое время жил в Москве и работал в Музее Революции как художник-копиист. Время, отданное исполнению копий с картин известных мастеров, не пропало даром: незаметно шло постижение законов техники живописи и рисунка, накопление знаний об отечественной художественной классике.

В 1939 г. И. Э. Грабарь и А. М. Герасимов отбирают Н. И. Барченкова в числе восьми лучших выпускников МАХУ для поступления без экзаменов в МГХИ им. В. И. Сурикова. Однако закончить художественный ВУЗ он не успевает. С началом Великой Отечественной войны Московский художественный институт эвакуируют в Самарканд, но Николай Иванович не может бросить семью и остается работать в Загорске. 
Из воспоминаний Н.И. Барченкова:

«Окончил я Училище 1905 года с отличием, был отмечен. А в то время Грабарь, Герасимов и другие большие художники ездили по училищам, смотрели этюды, рисунки и отбирали лучших. Попал и я в число восьми, отобранных в Суриковский институт. Вскоре началась война. Что делать? Пошёл в мастерские — маскировочные сети раскрашивать. Переживал очень, что на фронт не гожусь.» 
В 1941 г. — возвращается в Загорск, где работает в художником отдела кинофикации Парка культуры и отдыха, раскрашивает маскировочные сети, рисует плакаты, тиражирует «Окна ТАСС».
В 1943 г. вместе со своими творческими друзьями С. Я. Дунчевым, Н. Я. Беляевым и другими молодыми художниками организует «Товарищество загорских художников», ставшее в родоначальником современного Сергиево-Посадского отделения Союза художников России. В том же году впервые представляет свои художественные работы на выставке организованной Товариществом.

В октябре 1943 года, в канун 26-й годовщины Октябрьской социалистической революции, в Загорске, в Трапезной палате Лавры, была открыла первая за годы войны художественная выставка, организованная Николаем Барченковым и вернувшимся с фронта тяжело раненным членом Студии военных художников имени М. Б. Грекова Николаем Беляевым. Страна находилась на осадном положении, было голодно и холодно, и вдруг — художественная выставка: картины, портреты героев- воинов, букеты цветов — праздник! Можно себе представить, какое это было событие, с каким чувством приходили сюда люди, чтобы хоть на время забыть о тяготах войны! Та давняя выставка стала своеобразным символом — мелькнувшим в конце тоннеля благодатным светом, по которому истосковались души людей.
«Когда я вернулся с фронта — без руки, на костылях, когда не было никаких перспектив, он встретил меня и сказал: „Коля, работай!“ Если бы не он, меня бы, может быть, и не было, честно…», — Николай Беляев, художник, Сергиев Посад.
С 1944 по 1979 г. Николай Иванович работает художником в Загорской художественно-промышленной мастерской (ЗХПМ).
С 1944 г. — постоянный участник всех районных, областных, республиканских и зональных, а также многих Всесоюзных художественных выставок.
В 1945 г. становится членом «Союза художников СССР».

В 1945 г. возвращаясь в Ленинград после эвакуации из Москвы «Академия художеств СССР» на целых 7 месяцев задерживается со всеми своими структурами и мероприятиями в Загорске, что явилось для Н.Барченкова, не закончившего художественный ВУЗ, получением своеобразного высшего художественного образования, особенно Николай Иванович отмечает своё плодотворное общение с А. И. Лактионовым, Ц.С. Стояновым, В. П. Трофимовым, Митиным.
Из воспоминаний Н. И. Барченкова:
«Восстановили Товарищество загорских художников. В этом нам помогла Академия художеств. Когда она возвращалась из эвакуации в Ленинград, её задержали в Загорске. И семь месяцев академия была здесь, в Лавре — и аспирантура, и студенты. Тогда здесь остались Лактионов, Стоянов, Трофимов, Митин. Это была большая школа для нас.
Свою знаменитую картину „Письмо с фронта“ Александр Лактионов ведь писал у нас, в „стене“. А меня приглашал солдата позировать. Но я отказался — стоять умрешь. Прекрасный был человек. На Петра Великого был похож. В 1945 году он венчался в Ильинской церкви. Бедность такая была! Так вот, помню, стоит он на базаре, выше всех на голову, ботиночки продаёт. Это уж потом он Сталинскую премию получил, квартиру в Москве».
1946 г. — Н. И. Барченков входит в художественный совет ЗХПМ, назначается членом Большого художественного совета при Московской областной организации Союза советских художников (МООСХ)
1948 г. — приезжает в «первом потоке» на открывшуюся в Калининской области после Войны «Академическую дачу имени И.Е Репина», работа и общение на ней благоприятствовали активному творческому росту Барченкова-художника и человека. Здесь он учился у своих товарищей, художников Ярославля, Уфы, Омска и других городов России и у мастеров: у А. П. Бубнова; Т. Г. Гапоненко. С особой благодарностью Н. И. Барченков вспоминает П. Н. Крылова, часто наезжавшего на академическую дачу и подолгу работавшего за мольбертом рядом с начинающими художниками.
1949 г. — за участие на республиканской выставке в 1949 г. картиной «В освобожденные места» награждён почётной грамотой «Всекохудожника» и дипломом Комитета по делам искусств при Совете Министров РСФСР.
1951 г. — создаёт панно "Стадо совхоза «Караваево» для павильона «Животноводство» на ВСХВ.
1952 г. — входит в правление МООСХ, в дальнейшем неоднократно избирался в живописную секцию союза, секретарем бюро творческой группы коллектива загорских художников, назначался членом комиссии по фонду, председателем Объединения по работе с молодыми художниками и искусствоведами.
1953 г. — в «Государственном историко-художественном музее-заповеднике» проходит первая персональная выставка Н. И. Барченкова.
1959 г. — персональная выставка во Дворце культуры им. Ю. А. Гагарина в Загорске.
1960 г. — назначается председателем художественного совета ЗХПМ.
С 1965 г. становится регулярным участником выставок советского искусства за рубежом: в США, Франции, Великобритании, Японии, Польше, Италии, Финляндии, Греции, Германии.
1968 г. — в честь 50-летия художника проходят три крупные персональные выставки — в Загорске (Дворец культуры им. Ю. А. Гагарина), Дмитрове (кинотеатр «Октябрь») и выставочном зале Союза Художников на ул. Трофимова в Москве. Награждается почетной грамотой Управления культуры за творческую и общественную деятельность в связи с 50-летием со дня рождения, юбилейной грамотой Управления культуры Исполкома Мособлсовета за достигнутые успехи в развитии культуры Московской области.
1972 г. — присвоено звание «Заслуженный художник РСФСР», занимает пост заместителя председателя правления Московской областной организации Союза советских художников.
1973 г. — входит в правление Союза художников РСФСР.
1975 г. — совершает творческую поездку в Чехословакию.
1977 г. — награждён дипломом Совета Министров РСФСР за активное участие в выставочной деятельности «60 лет Октября».
1978 г. — Министерство культуры СССР по заявке Государственной Третьяковской галереи покупает картину Н. И. Барченкова «Загорск. Базар. 20-й год».
Из-за административных проблем картина надолго «застревает» в запасниках фонда Министерства культуры, откуда её в итоге, по личной просьбе Николая Ивановича, передают в Сергиево-Посадский государственный историко-художественный музей-заповедник, где она входит в состав постоянно действующей экспозиции.
1979 г. — По итогам участия в Международной художественной ярмарке в Бари (Италия), вместе со знаменитым представителем «Сурового стиля» П. П. Оссовским награждается Золотой медалью Итальянской академии Искусств и удостаивается звания её почётного члена.
1980 г. — по приглашению знаменитой японской галеристки Йоко Накамуро приезжает в Японию, где с большим успехом проводит крупную персональную выставку в галереи «Геккосо» ( Токио). Получает статус почетного члена галереи, которая покупает большое количество его работ.

1980 г. — присвоено почетное звание «Народный художник РСФСР».
Из воспоминаний очевидца Заседания о присвоении Барченкову звания «Народный художник РСФСР»:

«Когда обсуждали возможность присуждения ему звания „Заслуженный деятель искусств РСФСР“, кто-то из начальников сказал: „Ну какой он деятель? Он — художник“. И дали Барченкову „Народного“!»
1981 г. — присвоено звание Почётного гражданина города Загорска и Загорского Района.
1983 г. — Государственная Третьяковская галерея покупает картину Н.И. Барченкова «Дороги Войны. Окраина Загорска.» (инв. ЖС-1987. Каталог 2009.№ 180).
1984 г. — проходит крупная персональная выставка в Монреале, Канада.
1989 г. — награждается орденом «Дружбы народов» за большой вклад в советское изобразительное искусство и пропаганду советского искусства за рубежом.
15 июля 2002 г. — скончался в родном Сергиевом Посаде, похоронен на городском кладбище.
В 2003 на доме, где жил и работал Николай Иванович Барченков, установлена мемориальная доска.
Работы художника хранятся в Государственной Третьяковской галерее, Государственном русском музее, Государственном центральном музее современной истории России, Музее политической истории России, Государственном музейно-выставочном центре «РОСИЗО», Сергиево посадском музее-заповеднике, Серпуховском историко-художественном музее, Всероссийском мемориальном музее-заповеднике В. М. Шукшина, Ульяновском областном художественном музее, Тульском музее изобразительных искусств, Рязанском государственном областном художественном музее им. И. П. Пожалостина, Пермской государственной художественной галерее, Челябинском государственном музее изобразительных искусств, Белгородском художественном музее, Набережночелнинской картинной галерее, Юдиновском музейном комплексе, Сургутском художественном музее и других ведущих музеях страны и за рубежом.
Картины художника украшали павильоны ВДНХ, залы Казанского и Ярославского вокзалов в Москве, коридоры «Центральной клинической больницы» в Москве — главного медицинского учреждения Управления делами Президента Российской Федерации.
Н. И. Барченков также активно сотрудничал с Министерством иностранных дел СССР, благодаря чему его работы до сих пор находятся в посольствах РФ по всему миру.
Сотрудники нашего Посольства на Кубе, где всегда вечная жара, говорили об одной из его замечательных зимних картин весящих в посольстве, которая для них — была как значимая и надежная частичка Большой Родины: «Мы к ней, к Вашей Картине, охлаждаться ходим!»
Работы художника находятся во многих частных собраниях Франции, Великобритании Японии, Италии, Испании, ФРГ, Греции, Финляндии, США, Канады, Китая и России. В том числе, в личной коллекции патриарха Московского и Всея Руси Кирилла, которому картину Н. И. Барченкова «Уголок Загорска» на 70-летний юбилей в 2016 г. подарил Председатель Правительства РФ Д. Медведев.

## Творчество
«Я никогда не делал того, что не мог сделать хорошо и не чувствовал сердцем!»
Н. И. Барченков
Как профессиональный живописец Н. И. Барченков сложился под влиянием лучших традиций отечественного изобразительного искусства, художественного наследия таких мастеров реалистической школы, как А. Е. Архипов, К. Ф. Юон, В. К. Бялыницкий-Бируля. Внимательное изучение и наблюдение натуры, последовательный реализм сочетаются в его творчестве с тонким и поэтическим восприятием окружающего мира. Н. И. Барченков не ограничивает себя в жанровом и тематическом выборе, его кисти в равной степени подвластны пейзаж и жанровая картина, портрет и натюрморт.
Творческое вдохновение он черпал не столько в искусстве художников предшествующих поколений, сколько в реальной действительности. Внимательное изучений и наблюдение натуры, последовательный реализм сочетаются у него с тонким и поэтическим восприятием окружающего мира.

В самом начале своей творческой работы Н. И. Барченков определился как живописец-анималист. Эта область искусства была ему ближе и понятнее какой-либо другой. Свою главную тему Н. И. Барченков не выдумал, он не пришел к ней в результате размышлений над тем, как и чем отличиться от других, Тема нового общественного стада в творчество Барченкова пришла сама собой как результат изучения жизни. Из года в год подолгу художник работает в совхозах и колхозах Московской области, пополняя запас своих жизненных наблюдений, черпая темы и сюжеты своих картин. 
Из воспоминаний Н. И. Барченкова:

«Очень я с детства любил лошадей. Однажды дед взял меня на склад, откуда игрушки наших кустарей возили в Москву. И вот передо мной — чёрные кони с золотыми гривами, много… Вцепился в одного, так и домой с ним пришел. Как себя помню, — рисовал и лепил коней. И очень мне хотелось вылепить из глины большого коня.»
С увлечением работал над картиной «Колхозное стадо», экспонированной на Всероссийской выставке 1947 года в залах Третьяковской галереи, Этапным стало для него полотно «В освобожденные места» (1947 г.). Н. И. Барченков много ездил, накапливая необходимые для будущих полотен зарисовки, наброски, эскизы. Многочисленные анималистические этюды, жанровые композиции сложились в цикл произведений о сельской жизни.
Есть люди, считающие, что актуальность, злободневность темы, сюжета уже сами по себе снижают художественные достоинства картины, ибо делают художника якобы не свободным в выражении своих чувств. На примере Н. И. Барченкова видна несостоятельность подобных утверждений. «В освобожденные места» и «Лагерь молодняка»-—наиболее актуальные картины художника, вместе с тем — это бесспорно лучшие работы во всем его творчестве. Злободневность этих картин не надуманная. Их жизненность определена не внешними, преходящими причинами. Художник жил одними мыслями и чувствами с народом и, как умел, выразил эти чувства в своих картинах.
Основным жанром в творчестве мастера стал пейзаж, в первую очередь, виды Загорска. Таких работ, законченных картин и этюдов, большое количество. Особенность этих работ — в удивительной просветлённости, прозрачности пейзажей, вызывающих поэтические ассоциации. Художник проявил себя достойным преемником мастеров лирического пейзажа второй половины XIX — начала XX вв.
С первых самостоятельных шагов в искусстве работа с натуры являлась основой его творческого метода. Ни одна его картина не написана без предварительной работы на пленэре — на воздухе, на натуре. Картины Барченко- ваподкупают зрителя своей правдивостью, сочностью письма. эмоциональностью. Заслуженное признание Барченков получил как художник, передавший красоту и своеобразие русской провинции в пейзаже и натюрморте. Природа Подмосковья дает неисчерпаемый источник вдохновения художнику. Сергиев Посад, его история, современная жизнь, его природа — главный лейтмотив творчества.
Живопись Николая Барченкова многообразна, патриотична в лучшем смысле этого слова. В его сериях работ «Академическая дача», «Саяны», «Беловежская пуща» отражается любовь к родному краю, а жанровые картины демонстрируют достоинство и уважение к людям труда, тем кто и являются олицетворением России.
Огромным уважением к таланту проникаешься сразу же. Я обратила внимание, что Барченков очень тонкий мастер живописи: умеет работать красками так, что снег на картинах кажется ощутимым — как и рябина на снегу, и роскошные ромашки в вазе… Природа, вечная молодость и красота жизни, оптимизм и радость бытия — таков лейтмотив творчества художника. В его холсты органично вписываются архитектурные памятники, а образ русского провинциального города приобретает масштабное значение.
В картинах и этюдах с теплотой передана неповторимая выразительность древнерусской архитектуры, ансамбля Троице-Сергиевой лавры, раскрыт мир родного города, где каждый уголок хорошо знаком и любим с детства. В 70-х годах сложились ставшими знаменитыми и породившие массу подражаний «барченковские» мотивы натюрмортов: красная калина на столе, в занесенном снегом уголке сада, спелые яблоки среди опавших листьев, пышные ромашковые букеты и клубника, а также сюжеты городских пейзажей: Лавра сквозь причудливую графику ветвей, посадские дома, выглядывающие из под снежных «шапок», многоголосые пестрые базары на Красногорской площади близ монастырских стен.
В картинах Николая Ивановича часто совмещаются пейзажные и бытовые темы. Чувство природы, способность передать полноту и разнообразие её жизни нашли выражение и в произведениях, написанных в жанре натюрморта. Натюрморты, сохраняя свежесть восприятия натуры, демонстрируют выразительные композиционно-пластические решения, отличаются колористическим богатством, материальностью живописи.
Искренние, доверительные интонации полотен Н. Барченкова никого не оставляют равнодушным. Многочисленные выставки, в которых принимал участие Н. И. Барченков, его персональные выставки, включая зарубежные (Япония, Германия), неизменно вызывали большой интерес публики и восторженные отклики в прессе.
Мастер тона и сквозных по искусству тем, через десятилетия легко (как кажется) неся бремя качества полотен, писанных технично и вопреки всему норову века технологично, Барченков становится феноменом своего времени!
Наиболее знаменитыми работами Автор стали: «Весна 1943 г. Дорога на Дмитров» (1943, Государственная Третьяковская галерея), «Дороги войны. Окраина Загорска» (1944), «Рынок» (1945), «Колхозное стадо» (1947, диплом Комитета по делам искусств при Совете министров РСФСР), «Ночное» (1947, Ульяновский областной художественный музей), «В освобожденные места» (1948, диплом Комитета по делам искусств при Совете министров РСФСР, Тульский областной художественный музей), «Полдни в колхозном стаде» (1950, Челябинская областная картинная галерея), «Полевые цветы» (1951), «Зеленеет» (1955), «На птицеферме» (обе — 1959), «Девушка с теленком» (1962), «В деревне» (1966), «Лампочка Ильича», «На солнышке», «За сеном», «У фермы» (все — 1969), «Лампочка Ильича» (1969, Серпуховской историко-художественный музей), «Колхозное стадо», «Весна» (обе — 1970), «Старый базар» (1976-77,), «Базар. 20-е гг.» (1977-78,), «Стадо. Весна» (1986), «Крестьянский дворик» (1987), «Бабье лето» (1989), «Троице-Сергиева лавра. 50-е гг.» (1993). Написал также ряд замечательных жанровых портретов: «Портрет художника Б. Т. Лискова» (1945), «Портрет колхозника» (1950), «Маленькая хозяйка» (1951), «Наташа нагулялась» (1959), «Портрет матери» (1968);
Крупные персональные выставки проходили в 1953, 1954, 1958, 1969, 1988, 1993, 1998, 2003 (Сергиев Посад), 1968-69, 1979 (Москва.), 1973 (Московская обл.).
Посмертные персональные выставки проходили в 2012, 2013, 2016, 2018, 2019, 2020 гг. в Москве и Сергиевом Посаде.

В 2018—2019 гг. к 100-летнему Юбилею Николая Ивановича Барченкова в «Сергиево-Посадском государственном историко-художественном музее-заповеднике» с большим успехом проходит масштабная ретроспективная (более, чем за полвека творческого труда) Персональная выставка. 
Из отзывов на Выставке, Сергиев Посад:
«Сколько света и добра, любви к людям!» Барченков — уникум ХХ-го века, самобытный и скромный: «Не надо писать обо мне, пишите лучше о молодых», — тонкий и изысканный, национальный и европейский, воплотивший не только чаяния своих педагогов Крымова и Горелова и ещё и их предшественников и учителей: Васнецова, Репина, Савицкого и Рубо, — но продолживший и всю линию и историю русского пейзажа, жанра, портрета, натюрморта, на фоне всего излома гениев-современников в мире показав необыкновенную жизнестойкость, принципиальную самостоятельность, неизъяснимую и привлекательную патриотическую тактичную деликатность, приверженность глубинной теме и традиции поиска языком реалистической живописи спасительного каждой Русской Душе Национального Рая.